# 分韻撮要
《分韻撮要》是記載清初粵語語音的韻書，作者和具體成書年代均不詳，在目前已知的版本中，經由武溪溫儀鳳（岐山）、溫繼聖（端石）二人編訂，嘗為清季中外學人稱引。

## 版本

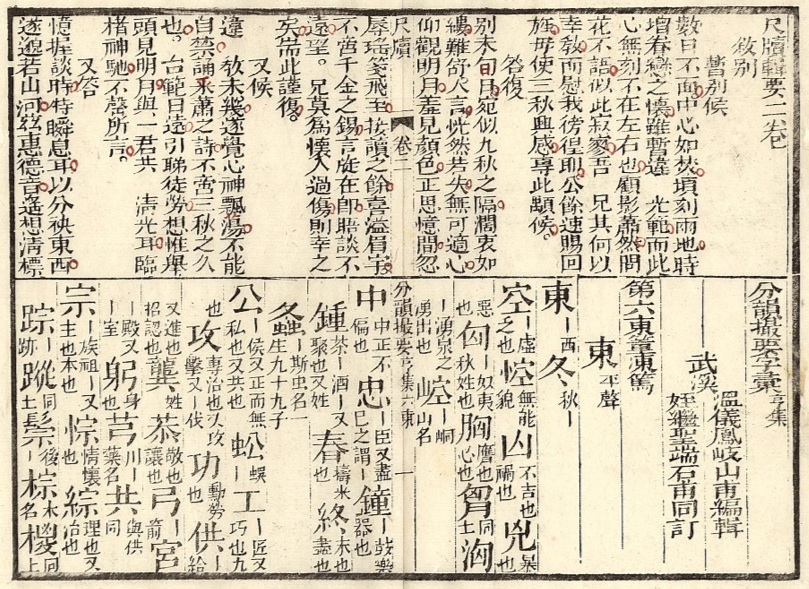
《江湖尺牘分韻撮要合集》一版

《分韻撮要》自清乾嘉以來，翻刻甚劇。現存最早的版本是由廣州雙門底壁魚堂梓行的單行本，由武溪溫岐山校輯，現收藏於德國拜仁州立圖書館。這版本沒有寫明刊刻年份，也沒有前言後記，但封面上寫明是「梓行」，說明並不是根據他人版本而重鐫翻刻，至少可證它是經由溫岐山編訂的第一版本。
另一單行本爲藏於荷蘭萊頓大學圖書館的《元亨字彙分韻撮要》，沒有寫明年份，沒有前言後記，連誰人刊刻都沒記錄。書坊依照正文，把編者補足作「武溪溫岐山溫端石」二人，可證此版本乃根據上述壁魚堂版本翻刻。藏館根據原藏書人魯瓦耶（Jean Theodore Royer）身處的年代，估計刊刻年代大約在十八世紀。岑堯昊考證魯瓦耶最遲在1773年已懂得中文，他這本《分韻》可能是早年購得，或者由其中國朋友若瑟、亞彩所贈，相信此元亨本刊刻於十八世紀中後葉。
後來傳世的《分韻》則多爲合刻本，即在一頁分欄刊印二三書者。合刻本依單行本翻刻，錯訛較單行本多。當中最著名的有1782年的《江湖尺牘分韻撮要合集》。1856年，美國人衛三畏根據此版本的《江湖尺牘分韻撮要合集》刻本出版了《英華分韵撮要》。馬禮遜自編書目的手稿，也有《江湖分韻酬世全書》、《江湖尺牘分韻撮要合集》兩部合刻本。若計算不同書坊翻刻的《江湖尺牘分韻撮要合集》或《尺牘輯要分韻撮要合集》，年代由1788年（乾隆五十三年）至1904年（光緒三十年），跨越百載。香港陳湘記書局出版的《新輯寫信必讀分韻撮要合璧》，則是翻刻時間最晚的版本，其錯訛也比前述版本多。

## 硏究
近代對《分韻撮要》的論述，最早是黃錫凌在《粵音韻彙》收錄的〈廣州標準音之研究〉一文，但他對《分韻》評價不高，認爲《分韻》與當時粵語讀音的差異，只由於《分韻》依據編者地方口音（黃錫凌認爲是南海順德的方音）而非標準粵語讀音。
最先為《分韻撮要》擬定具體國際音標音值的是彭小川（1990）。彭小川認為《粵音韻彙》的差異反映了粵語隨着時間的變化而非地方口音差異。劉鎮發、張群顯（2003）根據來華傳教士的語音描述提出《分韻》修另一套擬音方案。罗言发（2020）根據上述兩文，又提出第三套擬音方案，並用以佐證澳门话在清末民初的音變。

## 韻部
《分韻撮要》分三十三韻部，每部韻部內小韻按陰平、陽平、陰上、陽上、陰去、陽去、陰入、陽入排列，小韻有字義但大多無反切。
| 次第   | 平 | 上 | 去 | 入 | 今音（舒、入） |
| ------ | -- | -- | -- | -- | -------------- |
| 一     | 先 | 蘚 | 線 | 屑 | iːn、iːt       |
| 二     | 威 | 偉 | 畏 |    | ɐi             |
| 三     | 幾 | 紀 | 記 |    | iː／ei         |
| 四     | 諸 | 主 | 著 |    | yː             |
| 五     | 修 | 叟 | 秀 |    | ɐu             |
| 六     | 東 | 董 | 凍 | 篤 | ʊŋ、ʊk         |
| 七     | 英 | 影 | 應 | 益 | ɪŋ、ɪk         |
| 八     | 賓 | 禀 | 嬪 | 畢 | ɐn、ɐt         |
| 九     | 張 | 掌 | 帳 | 着 | œːŋ、œːk       |
| 十     | 剛 | 講 | 降 | 角 | ɔːŋ、ɔːk       |
| 十一   | 朝 | 沼 | 照 |    | iːu            |
| 十二   | 孤 | 古 | 故 |    | uː／ou         |
| 十三   | 鴛 | 婉 | 怨 | 乙 | yːn、yːt       |
| 十四   | 皆 | 解 | 介 |    | aːi            |
| 十五   | 登 | 等 | 凳 | 德 | ɐŋ、ɐk         |
| 十六   | 師 | 史 | 四 |    | iː             |
| 十七   | 金 | 錦 | 禁 | 急 | ɐm、ɐp         |
| 十八   | 交 | 絞 | 教 |    | aːu            |
| 十九   | 栽 | 宰 | 載 |    | ɔːy            |
| 二十   | 兼 | 檢 | 劍 | 劫 | iːm、iːp       |
| 二十一 | 津 | 贐 | 進 | 卒 | ɵn、ɵt         |
| 二十二 | 雖 | 髓 | 歲 |    | ɵy             |
| 二十三 | 科 | 火 | 貨 |    | ɔː             |
| 二十四 | 緘 | 减 | 鑒 | 甲 | aːm、aːp       |
| 二十五 | 翻 | 反 | 泛 | 發 | aːn、aːt       |
| 二十六 | 家 | 賈 | 嫁 |    | aː             |
| 二十七 | 官 | 管 | 貫 | 括 | uːn、uːt       |
| 二十八 | 魁 | 賄 | 誨 |    | uːy            |
| 二十九 | 遮 | 者 | 蔗 |    | ɛː             |
| 三十   | 干 | 趕 | 幹 | 割 | ɔːn、ɔːt       |
| 三十一 | 甘 | 敢 | 紺 | 蛤 | ɐm、ɐp         |
| 三十二 | 彭 | 棒 | 硬 | 額 | aːŋ、 aːk      |
| 三十三 | 吾 | 五 | 悟 |    | ŋ̍              |

## 網絡鏈接
- 分韻撮要（页面存档备份，存于） 韻典網